# Baltic Cup 1991
Der Baltic Cup 1991 war die 31. Austragung des Fußballturniers um den Titel des Baltikums. Zugleich war es die erste nach der Singenden Revolution in der sich die drei Baltischen Staaten die Unabhängigkeit von der Sowjetunion erkämpften. Für die drei Länder wurden erstmals nach 51 Jahren durch die Wiedergewinnung der Unabhängigkeit die ersten Länderspiele als eigenständige Staaten gespielt. Das Turnier für Fußballnationalmannschaften fand zwischen dem 15. und 17. November 1991 in Litauen statt. Die drei Spiele wurden im Žalgiris-Stadion in Vilnius ausgetragen. Die Litauische Nationalmannschaft gewann ihren 10. Titel.

## Gesamtübersicht
Tabelle nach Zwei-Punkte-Regel.
| Pl. | Verein   | Sp. | S | U | N | Tore    | Diff. | Punkte |
| --- | -------- | --- | - | - | - | ------- | ----- | ------ |
| 1.  | Litauen  | 2   | 1 | 1 | 0 | 005:200 | +3    | 03     |
| 2.  | Lettland | 2   | 1 | 1 | 0 | 003:100 | +2    | 03     |
| 3.  | Estland  | 2   | 0 | 0 | 2 | 001:600 | −5    | 0      |

|                              |   |         |     |
| 15. November 1991 in Vilnius |   |         |     |
| Lettland                     | – | Estland | 4:1 |
| 16. November 1991 in Vilnius |   |         |     |
| Litauen                      | – | Estland | 2:0 |
| 17. November 1991 in Vilnius |   |         |     |
| Lettland                     | – | Litauen | 1:1 |